# Lutin des tourbières
Callophrys lanoraieensis
Espèce
Le Lutin des tourbières (Callophrys lanoraieensis) est une espèce nord-américaine de lépidoptères (papillons) de la famille des Lycaenidae et de la sous-famille des Theclinae.

## Taxonomie
L'espèce Callophrys lanoraieensis a été décrite par Arthur Charles Sheppard en 1934, sous le nom initial d’Incisalia lanoraieensis.

## Noms vernaculaires
Le Lutin des tourbières se nomme en anglais Bog Elfin. 

## Description
Le Lutin des tourbières est un petit papillon d'une envergure de 16 mm à 24 mm, au dessus marron pour les mâles, marron orangé pour les femelles,.
Le revers des ailes antérieures est beige, celui des ailes postérieures est marron marbré de beige.

### Chenille
La chenille est petite, vert clair ornée d'une bande blanche sur les flancs.

### Espèces proches
Le Lutin des pins Callophrys niphon est très semblable mais un peu plus grand.

## Biologie

### Période de vol et hivernation
Il vole en une génération de mi mai à début juin.

### Plantes hôtes
La plante hôte de sa chenille est Picea mariana.

## Écologie et distribution
Le Lutin des tourbières a été découvert dans la tourbière de Lanoraie, à l'est de Montréal. Il est présent en Amérique du Nord, au Canada dans le sud du Québec et quelques rares isolats en Nouvelle-Écosse et au Nouveau-Brunswick. Aux États-Unis il est présent dans le Maine, le New Hampshire et l'État  de New-York,.

### Biotope
Il réside principalement dans les tourbières, les bosquets de Picea mariana.

### Protection
Il est noté en préoccupation G3 et le maintien de son habitat est recommandé.

### Liens taxonomiques
- (en) Tree of Life Web Project : Callophrys lanoraieensis
- (fr + en) ITIS : Callophrys lanoraieensis  (Sheppard, 1934)

### Première publication
SHEPPARD A. C., A New Species of the Genus Incisalia, Canadian Entomologist, LXVI, pp. 141-142. (1934)